# フォスタン・トゥワギラムング
フォスタン・トゥワギラムング（Faustin Twagiramungu、1945年8月14日 - 2023年12月2日）は、ルワンダの政治家。フツ出身。同国首相（1994年 - 1995年）を務めた。

## 生涯
チャング県ギショマ生まれ。1960年代にカナダのケベック州で大学教育を受け、ルネ・レヴェークと知り合った。
1990年代、ジュベナール・ハビャリマナ大統領による政権下において、野党の一つである民主共和運動（MDR）に所属していた。1993年に調印されたアルーシャ協定の下では、新たに設立されるべき合同暫定政府(BBTG)の首相に予定された。1994年4月に発生したハビャリマナ大統領の暗殺と続くルワンダ虐殺の勃発により、BBTGは実動せずに終わった。虐殺事件の勃発当初には暗殺されかけたが、UNAMIRの努力により難を逃れた。
1994年、ルワンダ愛国戦線がキガリを制圧してのちルワンダの首相に就任したが、1995年に辞職し、その後10年近くベルギーで暮らした。
トゥワギラムングは2003年のルワンダ大統領選挙に独立候補として出馬した。完全雇用、治安改善、累進課税の導入などを訴え、政府は彼を黙らせようとしているとして批判した。開票結果としては、得票率3.62%で3名中2位となった。当初は選挙結果を認めようとせず、現職のポール・カガメはルワンダを一党制に導こうとしていると主張した。
2023年12月2日に78歳で死去。家族によれば急死であったと伝えられている。